# WP Suspension

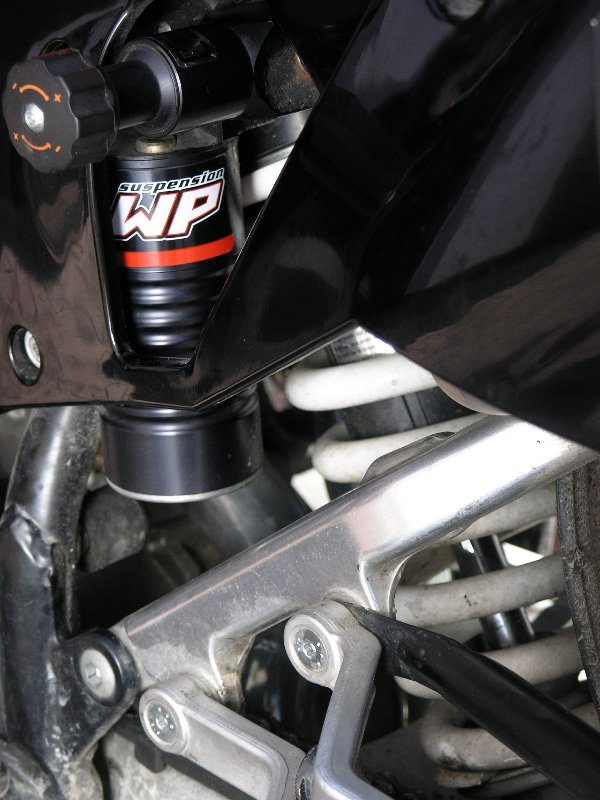
Federbein von WP Suspension in einer KTM 950 Adventure

WP Suspension, offizieller Unternehmensname WP Performance Systems GmbH, ist ein österreichischer Hersteller von Komponenten für Motorradfahrwerke. Das Unternehmen wurde 1977 von Wim Peters in Malden, Niederlande gegründet.
Charakteristisches optisches Merkmal der Marke sind die weißen Schraubenfedern an den Federbeinen, die auch zum ursprünglichen Markennamen White Power führten. Sportliche Erfolge im Profirennsport Ende der 1970er und in den 1980er Jahren begründeten das Renommée als Hersteller hochwertiger Fahrwerksteile.
Ende der 1980er Jahre entwickelte sich das Unternehmen vom Aftermarket-Produzenten zum Erstausrüster für KTM, Husaberg und BMW.
Nach dem Konkurs 1991 und der darauf folgenden Neugründung ersetzte die Marke WP Suspension den Namen White Power. 1995 übernahm KTM Power Sports das Unternehmen, seit 2008 ist die WP Performance Systems GmbH Teil der österreichischen Cross Motorsport Systems AG, einem Tochterunternehmen der Cross Industries AG, zu der auch die KTM Power Sports AG gehört. Seit 2009 werden im ehemaligen Stammwerk im niederländischen Malden keine Fahrwerkskomponenten mehr produziert.